# 최옥산
최옥산(崔玉山, 1905년 ~ 1956년)은 일제강점기, 조선민주주의인민공화국의 월북 가야금산조의 명인이다. 본명은 옥삼(玉三)이다. 최옥산류 가야금산조를 만들었다.

## 생애
전라남도 장흥군 장흥읍 건산리에서 태어났다. 13세 무렵에 전라남도 영암에 가서 김창조(金昌祖)로부터 가야금을 배웠다. 1940년께 장흥군 권산리에서 함경남도 청진으로 이주했다. 광복 직전까지 청진에서 살았으며  이후 북한에서 최승희의 음악감독과 반주자, 그리고 작곡가로 활동했다. 현재 평양 용악산에 묻혀있다. 
제자로는 함동정월, 김록주(金綠珠) 등이 있다.